# بوغارا (قوم قورغان)
بوغارا هي بلدة في مقاطعة قوم قورغان في ولاية صرخنداريا في أوزبكستان.